# 曲日東
曲日東（1968年12月22日—），中國男子射擊飞碟双向運動員，贵州贵阳人，其妻王潤同是中國射擊隊成員。同時，他也是上海射擊隊教練。

## 生涯
1984年，他在貴州軍體育學校接觸射擊運動。后被上海射击队引进，並於2001年入选國家隊。
於入選國家隊的次年，他在亞洲錦標賽男子個人雙向飛碟小項取得銅牌。2003年，曲日東在西班牙世界錦標賽的男子團體雙向飛碟小項與金迪和高喜光以363中的成績打破全國紀錄。2005年，他於十運會射擊項目的男子個人雙向飛碟小項中以143中為上海赢得當屆全運會第二面射擊金牌。
2006年4月，曲日東於清遠舉行的世界杯以148中的成績取得冠軍外，更得到了2008年北京奧運射擊項目的參賽資格。同年年尾，曲日東在多哈亞運前的熱身賽贏得一個冠軍。但隨後的亞運卻因為失準而無法晉身個人小項決賽。他与金迪及黎旭合作参加男子团体双向飞碟小项，以360中成绩，取得铜牌。